# Бодин, Максим Анатольевич
Максим Анатольевич Бодин (род. 11 февраля 1982) — российский дзюдоист, серебряный призёр чемпионата России 2002 года.

## Спортивные результаты
- Первенство России по дзюдо среди юниоров 2001 года — ;
- Мемориал Хмелёва-Анохина 2001 года, Омск — ;
- Чемпионат России по дзюдо 2002 года — ;
- Первенство России по дзюдо среди молодёжи 2003 года — ;
- Первенство Европы по дзюдо среди молодёжи 2003 года — ;